# پیتسو موسیمانه
پیتسو جان همیلتون موسیمانه (انگلیسی: Pitso John Hamilton Mosimane؛ زادهٔ ۲۶ ژوئیهٔ ۱۹۶۴) که بیشتر با نام پیتسو موسیمانه شناخته می‌شود، بازیکن پیشین و سر مربی فوتبال حرفه ای اهل کشور آفریقای جنوبی است.
موسیمانه یکی از با سابقه‌ترین و پرافتخارترین مربیان تاریخ فوتبال قاره افريقا است. او موفق به کسب چندین جام مهم قاره ای و جهانی با سوپراسپورت یونایتد بین سال‌های ۲۰۰۱ تا ۲۰۰۷ و باشگاه فوتبال ماملودی سانداونز و الاهلی مصر بین سال‌های ۲۰۱۲ تا ۲۰۲۰ شده است.

## دوران باشگاهی
موسیمانه دوران حرفه‌ای خود را در سطح بزرگسالان با تیم جومو کاسموس آغاز کرد. سپس برای تیم‌های ماملودی سانداونز و اورلاندو پایرتس بازی کرد، پیش از آنکه به تیم یونانی یونیکوس بپیوندد و زیر نظر مربی نیکوس آلفانتوس بازی کند. او بعدها به تیم بلژیکی کی‌اف‌سی ریتا برلار و باشگاه قطری السد نیز پیوست.

## دوران مربیگری
موسیمانه در دوران حضورش در باشگاه بلژیکی کی‌اف‌سی ریتا برلار، به عنوان کمک مربی تیم زیر ۱۱ سال فعالیت کرد. سپس به آفریقای جنوبی بازگشت و به مربیگری تیم ذخیره‌های ماملودی سان‌داونز پرداخت.

### سوپراسپورت یونایتد
موسیمانه به عنوان کمک مربی برای بروس گربلار به تیم سوپراسپورت یونایتد پیوست و از سال ۲۰۰۱ تا ۲۰۰۷ سرمربی این تیم شد. او در فصل‌های ۲۰۰۱–۰۲ و ۲۰۰۲–۰۳ لیگ برتر فوتبال آفریقای جنوبی به مقام نایب‌قهرمانی رسید.

### تیم ملی آفریقای جنوبی
موسیمانه در سال ۲۰۰۷ به عنوان سرمربی موقت تیم ملی آفریقای جنوبی، برای هفت بازی مربیگری کرد. این دوره قبل از انتصاب کارلوس آلبرتو پریرا به عنوان سرمربی تیم ملی آفریقای جنوبی بود. موسیمانه در جام جهانی ۲۰۱۰، به عنوان دستیار پریرا فعالیت کرد. او همچنین در جام کنفدراسیون‌ها ۲۰۰۹ دستیار جوئل سانتانا، جانشین و بعداً پیش‌نیاز پریرا، بود.
در ۱۵ ژوئیه ۲۰۱۰، موسیمانه به عنوان سرمربی جدید تیم ملی آفریقای جنوبی معرفی شد و قراردادی چهار ساله امضا کرد. او اولین بازی خود را با پیروزی ۱–۰ مقابل غنا، که به مرحله یک‌چهارم نهایی جام جهانی رسیده بود، آغاز کرد. آفریقای جنوبی در مرحله مقدماتی جام ملت‌های آفریقا ۲۰۱۲ موفق به صعود نشد، چرا که موسیمانه به اشتباه در آخرین بازی مقابل سیرالئون برای یک تساوی بازی کرد، در حالی که در واقع نیاز به پیروزی داشتند.

### ماملودی سانداونز
در سال ۲۰۱۲، موسیمانه به عنوان سرمربی ماملودی سانداونز انتخاب شد. او در سال ۲۰۱۶، لیگ قهرمانان آفریقا (CAF) را با ماملودی سانداونز پس از پیروزی ۳–۱ در مجموع دو بازی مقابل زمالک مصر فتح کرد. این قهرمانی باعث شد سانداونز دومین تیم آفریقای جنوبی پس از اورلاندو پایرتس در سال ۱۹۹۵ باشد که این جام را کسب می‌کند.
در دسامبر ۲۰۱۶، موسیمانه طبق رتبه‌بندی فدراسیون بین‌المللی تاریخ و آمار فوتبال (IFFHS) به عنوان دهمین سرمربی برتر جهان در سال ۲۰۱۶ شناخته شد.
در ۵ ژانویه ۲۰۱۷، موسیمانه در مراسم جوایز برترین‌های فوتبال آفریقا در آبوجا، نیجریه، به خاطر هدایت ماملودی سانداونز به قهرمانی در لیگ ۲۰۱۵–۱۶ و کسب جام تلکام ناک‌اوت، جایزه مربی سال را دریافت کرد. با این موفقیت‌ها، موسیمانه تنها مربی شد که در دوران لیگ برتر فوتبال آفریقای جنوبی (PSL) موفق به فتح همه جام‌های داخلی شده است.
در ۶ آوریل ۲۰۱۹، موسیمانه تیم ماملودی سانداونز را به پیروزی تاریخی ۵–۰ مقابل الاهلی مصر در مرحله یک‌چهارم نهایی لیگ قهرمانان آفریقا ۲۰۱۸–۱۹ رساند و با پیروزی ۵–۱ در مجموع به نیمه‌نهایی صعود کرد.
موسیمانه به‌طور کلی به عنوان موفق‌ترین سرمربی تاریخ فوتبال آفریقای جنوبی شناخته می‌شود. او با ماملودی سانداونز پنج عنوان قهرمانی در لیگ برتر فوتبال آفریقای جنوبی به دست آورد. در اواخر سپتامبر ۲۰۲۰، موسیمانه از سمت سرمربیگری ماملودی سان‌داونز استعفا داد.

### الاهلی مصر
در ۳۰ سپتامبر ۲۰۲۰، موسیمانه به عنوان سرمربی الاهلی مصر معرفی شد. او اولین مربی غیر مصری بود که هدایت این باشگاه را بر عهده گرفت. در ۲۷ نوامبر ۲۰۲۰، موسیمانه الاهلی را به نهمین قهرمانی در لیگ قهرمانان آفریقا رساند، پس از پیروزی در فینال ۲۰۲۰ مقابل رقیب سنتی خود، زمالک. این قهرمانی باعث شد الاهلی به جام باشگاه‌های جهان ۲۰۲۰ راه یابد، جایی که در نهایت با شکست دادن پالمیراس در ضربات پنالتی به مقام سوم رسیدند. در ۶ دسامبر ۲۰۲۰، موسیمانه الاهلی را به قهرمانی در جام حذفی مصر هدایت کرد. در می ۲۰۲۱، او این تیم را به پیروزی در سوپر جام آفریقا مقابل باشگاه فوتبال برکان در دوحه، قطر رساند.

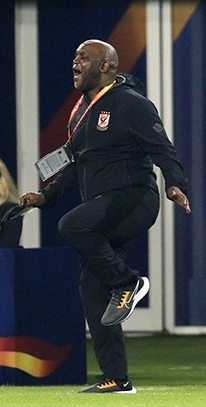
پیتسو موسیمانه در حال هدایت باشگاه الاهی در جام باشگاه‌های جهان ۲۰۲۱

در ۱۷ ژوئیه ۲۰۲۱، الاهلی دومین قهرمانی خود در لیگ قهرمانان آفریقا زیر نظر موسیمانه و دهمین قهرمانی خود در مجموع را با پیروزی ۳–۰ مقابل باشگاه فوتبال کایزر چیفس در فینال به دست آورد. روری اسمیت (خبرنگار) استدلال کرد که این دوران هشت‌ماهه، که در آن الاهلی سه جام به دست آورد، موسیمانه را به یکی از بهترین مربیان فوتبال جهان در آن سال تبدیل کرد. در دسامبر ۲۰۲۱، او یک سوپرجام دیگر آفریقا را در قطر مقابل باشگاه فوتبال الرجا کازابلانکا کسب کرد. در ۱۳ ژوئن ۲۰۲۲، الاهلی درخواست موسیمانه برای استعفا از سمت سرمربیگری را پذیرفت.

### الاهلی عربستان
در ۲۵ سپتامبر ۲۰۲۲، موسیمانه به عنوان سرمربی باشگاه فوتبال الاهلی عربستان سعودی منصوب شد. او در ژوئن ۲۰۲۳ پس از موفق شدن در صعود این تیم به لیگ حرفه‌ای عربستان، از سمت خود کناره‌گیری کرد. موسیمانه در توضیح دلایل جدایی خود ادعا کرد که از ژانویه ۲۰۲۳ به بعد، او و کادر فنی‌اش حقوقی دریافت نکرده بودند.

### الوحده امارات
در ۱۸ ژوئن ۲۰۲۳، کمی پس از جدایی از الاهلی، موسیمانه به همراه کادر فنی‌اش به باشگاه فوتبال الوحده امارات پیوست. در ادامه همان سال، در ۱۰ نوامبر، باشگاه الوحده اعلام کرد که قرارداد با موسیمانه با توافق دوجانبه فسخ شده است.

### ابها
در ۲۶ ژانویه ۲۰۲۴، موسیمانه با باشگاه فوتبال ابها عربستان قراردادی چهارماهه امضا کرد و این تیم را تا پایان فصل همراهی کرد.

### استقلال تهران

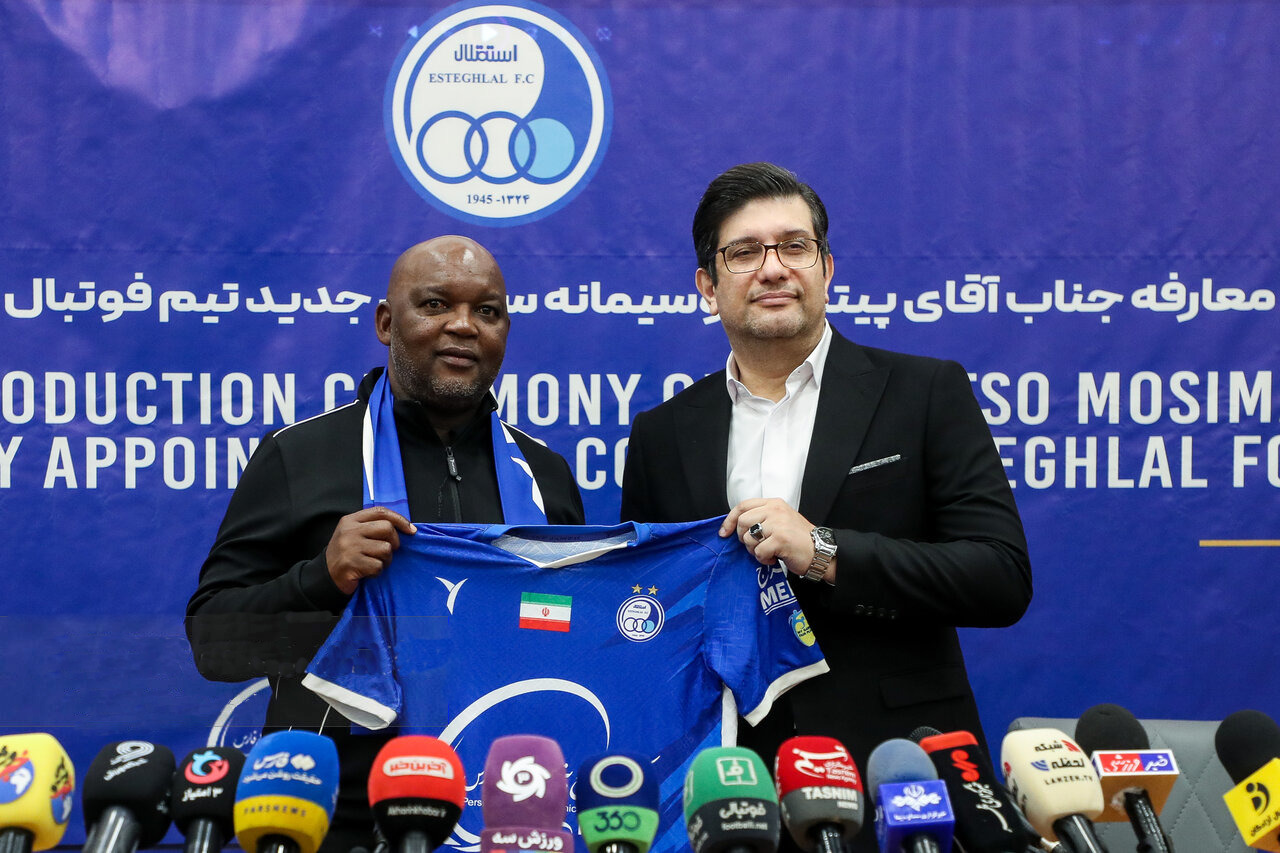
موسیمانه به همراه فرشید سمیعی، در کنفرانس خبری معارفه به عنوان سرمربی جدید استقلال

براساس اعلام مدیرعامل استقلال موسیمانه در تاریخ ۲۷ مهرماه ۱۴۰۳ پس از جواد نکونام، به عنوان سرمربی تیم استقلال تهران انتخاب شد. او در ۹ بهمن ۱۴۰۳ قراداش را به طور یکطرفه فسخ کرد. عملکرد او در استقلال ضعیف بود و ۳ پیروزی ۷ تساوی و ۴ شکست به دست آورد.

## آمار ملی
| آفریقای جنوبی | آفریقای جنوبی | آفریقای جنوبی |
| سال           | بازی          | گل            |
| ------------- | ------------- | ------------- |
| ۱۹۹۳          | ۲             | ۱             |
| ۱۹۹۴          | ۲             | ۰             |
| مجموع         | ۴             | ۱             |

## آمار مربیگری
تا تاریخ ۸ بهمن ۱۴۰۳
| تیم                | کشور              | از              | تا              | رکورد | رکورد | رکورد | رکورد | رکورد   |
| تیم                | کشور              | از              | تا              | G     | W     | D     | L     | پیروز % |
| ------------------ | ----------------- | --------------- | --------------- | ----- | ----- | ----- | ----- | ------- |
| سوپراسپورت یونایتد | آفریقای جنوبی     | ۱ ژوئیه ۲۰۰۱    | ۳۰ ژوئن ۲۰۰۷    | ۱۸۴   | ۸۳    | ۵۳    | ۴۸    | ۰۴۵     |
| آفریقای جنوبی      | آفریقای جنوبی     | نوامبر ۲۰۰۶     | ژوئن ۲۰۰۷       | ۷     | ۳     | ۳     | ۱     | ۰۴۳     |
| آفریقای جنوبی      | آفریقای جنوبی     | ۱۵ ژوئیه ۲۰۱۰   | ۵ ژوئن ۲۰۱۲     | ۱۷    | ۶     | ۸     | ۳     | ۰۳۵     |
| ماملودی سانداونز   | آفریقای جنوبی     | ۲ دسامبر ۲۰۱۲   | ۳۰ سپتامبر ۲۰۲۰ | ۳۳۲   | ۱۸۷   | ۷۸    | ۶۷    | ۰۵۶     |
| الاهلی مصر         | مصر               | ۳۰ سپتامبر ۲۰۲۰ | ۱۳ ژوئن ۲۰۲۲    | ۹۷    | ۶۵    | ۲۲    | ۱۰    | ۰۶۷     |
| الاهلی عربستان     | عربستان سعودی     | ۲۵ سپتامبر ۲۰۲۲ | ۱۳ ژوئن ۲۰۲۳    | ۲۹    | ۱۹    | ۷     | ۳     | ۰۶۶     |
| الوحده امارات      | امارات متحده عربی | ۱۸ ژوئن ۲۰۲۳    | ۱۰ نوامبر ۲۰۲۳  | ۱۴    | ۸     | ۱     | ۵     | ۰۵۷     |
| ابها               | عربستان سعودی     | ۱۱ ژانویه ۲۰۲۴  | ۳۰ ژوئن ۲۰۲۴    | ۱۵    | ۵     | ۳     | ۷     | ۰۳۳     |
| استقلال تهران      | ایران             | ۱۸ اکتبر ۲۰۲۴   | ۲۸ ژانویه ۲۰۲۵  | ۱۴    | ۳     | ۷     | ۴     | ۰۲۱     |
| مجموع              | مجموع             | مجموع           | مجموع           | ۷۰۹   | ۳۷۹   | ۱۸۲   | ۱۴۸   | ۰۵۳     |

## افتخارات

### دوران بازی
یونیکوس
- سوپر لیگ ۲ یونان(۱): ۹۴–۱۹۹۳

### دوران مربی‌گری
سوپراسپورت یونایتد
- جام ندبنک (۱): ۲۰۰۵
- ام‌تی‌ان ۸ (۱): ۲۰۰۴

ماملودی سانداونز
- لیگ برتر آفریقای جنوبی (۵): ۱۴–۲۰۱۳، ۱۶–۲۰۱۵، ۱۸–۲۰۱۷، ۱۹–۲۰۱۸، ۲۰–۲۰۱۹
- جام حذفی آفریقای جنوبی (۲): ۲۰۱۵، ۲۰۱۹
- جام ندبنک(۲): ۱۵–۲۰۱۴، ۲۰–۲۰۱۹
- لیگ قهرمانان آفریقا(۱): ۲۰۱۶
- سوپر جام آفریقا (۱): ۲۰۱۷

الاهلی مصر
- لیگ برتر مصر (۱): ۲۰–۲۰۱۹
- جام حذفی مصر (۱): ۲۰–۲۰۱۹
- لیگ قهرمانان آفریقا(۲): ۲۰–۲۰۱۹، ۲۱–۲۰۲۰
- جام جهانی باشگاه ها:۲۰۲۲(چهارمی)۲۰۲۱(سومی)،۲۰۲۰(سومی)
- سوپر جام آفریقا (۲): ۲۰۲۱ (مه)، ۲۰۲۱ (دسامبر)

الاهلی عربستان
- لیگ دسته اول عربستان (۱): ۲۳–۲۰۲۲

#### انفرادی
- سرمربی سال آفریقای جنوبی (۵): ۱۴–۲۰۱۳، ۱۶–۲۰۱۵، ۱۸–۲۰۱۷، ۱۹–۲۰۱۸، ۲۰–۲۰۱۹[۲۷]
- سرمربی سال کنفدراسیون فوتبال آفریقا (۱): ۲۰۱۶
- اخذ فوق دکترای افتخاری از دانشگاه بین المللی ژوهانسبورگ به علت مشارکت چشمگیر در زمینهٔ ورزش و قدرت راهبری، در اوت ۲۰۲۴.[۲۸][۲۹]